# Amstel Gold Race 2000
La 35e édition de la course cycliste, l'Amstel Gold Race a eu lieu le 22 avril 2000 et a été remportée par l'Allemand Erik Zabel.

## Présentation

### Équipes
Amstel Gold Race figure au calendrier de la Coupe du monde de cyclisme sur route 2000.
On retrouve un total de 25 équipes au départ, 21 faisant partie des GSI, la première division mondiale, et les quatre dernières des GSII, la seconde division mondiale.
| Groupes sportifs I (21)- Rabobank - Mapei-Quick Step - AG2R Prévoyance - ONCE-Deutsche Bank - Deutsche Telekom - Cofidis-Le Crédit par Téléphone - Kelme-Costa Blanca - Vitalicio Seguros-Grupo Generali - Farm Frites - La Française des jeux - Fassa Bortolo - Lotto-Adecco - Memory Card-Jack & Jones - Vini Caldirola-Sidermec - Liquigas-Pata - Festina - Saeco-Valli & Valli - Lampre-Daikin - Mercatone Uno-Albacom - US Postal Service - Polti Groupes sportifs II (4)- Amica Chips-Tacconi Sport - Palmans-Ideal - Bankgiroloterij-Batavus - Team Cologne |
| |

## Classements

### Classement de la course
| \| Classement général \| Classement général \| Classement général \| Classement général \| Classement général \| \| Coureur \| Coureur \| Pays \| Équipe \| Temps \| \| ------------------ \| -------------------- \| ------------------ \| ----------------------- \| ------------------ \| \| 1er \| Erik Zabel \| Allemagne \| Deutsche Telekom \| 6 h 13 min 37 s \| \| 2e \| Michael Boogerd \| Pays-Bas \| Rabobank \| + 0 s \| \| 3e \| Markus Zberg \| Suisse \| Rabobank \| + 0 s \| \| 4e \| Romāns Vainšteins \| Lettonie \| Vini Caldirola-Sidermec \| + 0 s \| \| 5e \| Hendrik Van Dijck \| Belgique \| Palmans-Ideal \| + 0 s \| \| 6e \| Laurent Dufaux \| Suisse \| Saeco-Valli & Valli \| + 0 s \| \| 7e \| Peter Van Petegem \| Belgique \| Farm Frites \| + 0 s \| \| 8e \| Zbigniew Spruch \| Pologne \| Lampre-Daikin \| + 0 s \| \| 9e \| Óscar Freire \| Espagne \| Mapei-Quick Step \| + 0 s \| \| 10e \| Francesco Casagrande \| Italie \| Vini Caldirola-Sidermec \| + 0 s \| \| 11e \| Andreï Tchmil \| Belgique \| Lotto-Adecco \| + 0 s \| \| 12e \| Davide Rebellin \| Italie \| Liquigas-Pata \| + 0 s \| \| 13e \| Patrick Jonker \| Australie \| US Postal Service \| + 0 s \| \| 14e \| Paolo Bettini \| Italie \| Mapei-Quick Step \| + 0 s \| \| 15e \| Steffen Wesemann \| Allemagne \| Deutsche Telekom \| + 14 s \| \| 16e \| Marco Velo \| Italie \| Mercatone Uno-Albacom \| + 45 s \| \| 17e \| Alexandre Vinokourov \| Kazakhstan \| Deutsche Telekom \| + 45 s \| \| 18e \| Christophe Moreau \| France \| Festina \| + 1 min 00 s \| \| 19e \| Biagio Conte \| Italie \| Saeco-Valli & Valli \| + 1 min 10 s \| \| 20e \| Servais Knaven \| Pays-Bas \| Farm Frites \| + 1 min 10 s \| |                      |            |                         |                 |
| |                      |            |                         |                 |
| |                      |            |                         |                 |
| Classement général |                      |            |                         |                 |
| Coureur | Coureur              | Pays       | Équipe                  | Temps           |
| 1er | Erik Zabel           | Allemagne  | Deutsche Telekom        | 6 h 13 min 37 s |
| 2e | Michael Boogerd      | Pays-Bas   | Rabobank                | + 0 s           |
| 3e | Markus Zberg         | Suisse     | Rabobank                | + 0 s           |
| 4e | Romāns Vainšteins    | Lettonie   | Vini Caldirola-Sidermec | + 0 s           |
| 5e | Hendrik Van Dijck    | Belgique   | Palmans-Ideal           | + 0 s           |
| 6e | Laurent Dufaux       | Suisse     | Saeco-Valli & Valli     | + 0 s           |
| 7e | Peter Van Petegem    | Belgique   | Farm Frites             | + 0 s           |
| 8e | Zbigniew Spruch      | Pologne    | Lampre-Daikin           | + 0 s           |
| 9e | Óscar Freire         | Espagne    | Mapei-Quick Step        | + 0 s           |
| 10e | Francesco Casagrande | Italie     | Vini Caldirola-Sidermec | + 0 s           |
| 11e | Andreï Tchmil        | Belgique   | Lotto-Adecco            | + 0 s           |
| 12e | Davide Rebellin      | Italie     | Liquigas-Pata           | + 0 s           |
| 13e | Patrick Jonker       | Australie  | US Postal Service       | + 0 s           |
| 14e | Paolo Bettini        | Italie     | Mapei-Quick Step        | + 0 s           |
| 15e | Steffen Wesemann     | Allemagne  | Deutsche Telekom        | + 14 s          |
| 16e | Marco Velo           | Italie     | Mercatone Uno-Albacom   | + 45 s          |
| 17e | Alexandre Vinokourov | Kazakhstan | Deutsche Telekom        | + 45 s          |
| 18e | Christophe Moreau    | France     | Festina                 | + 1 min 00 s    |
| 19e | Biagio Conte         | Italie     | Saeco-Valli & Valli     | + 1 min 10 s    |
| 20e | Servais Knaven       | Pays-Bas   | Farm Frites             | + 1 min 10 s    |

### Classement UCI
La course attribue des points à la Coupe du monde de cyclisme sur route 2000 selon le barème suivant :
| Position           | 1er | 2e | 3e | 4e | 5e | 6e | 7e | 8e | 9e | 10e | 11e | 12e | 13e | 14e | 15e | 16e | 17e | 18e | 19e | 20e | 21e | 22e | 23e | 24e | 25e |
| Classement général | 100 | 70 | 50 | 40 | 36 | 32 | 28 | 24 | 20 | 16  | 15  | 14  | 13  | 12  | 11  | 10  | 9   | 8   | 7   | 6   | 5   | 4   | 3   | 2   | 1   |

## Liste des participants
| Rabobank RAB | Rabobank RAB             | Rabobank RAB |
| ------------ | ------------------------ | ------------ |
| Num          | Coureur                  | Pos          |
| 1            | Michael Boogerd (NED)    | 2e           |
| 2            | Jan Boven (NED)          |              |
| 3            | Maarten den Bakker (NED) |              |
| 4            | Marc Lotz (NED)          |              |
| 5            | Rolf Sørensen (DEN)      |              |
| 6            | Léon van Bon (NED)       |              |
| 7            | Marc Wauters (BEL)       |              |
| 8            | Markus Zberg (SUI)       | 3e           |

| Mapei-Quick Step MAP | Mapei-Quick Step MAP    | Mapei-Quick Step MAP |
| -------------------- | ----------------------- | -------------------- |
| Num                  | Coureur                 | Pos                  |
| 11                   | Wilfried Peeters (BEL)  |                      |
| 12                   | Paolo Bettini (ITA)     | 14e                  |
| 13                   | Johan Museeuw (BEL)     |                      |
| 14                   | Giuliano Figueras (ITA) |                      |
| 15                   | Óscar Freire (ESP)      | 9e                   |
| 16                   | Andrea Tafi (ITA)       |                      |
| 17                   | Max van Heeswijk (NED)  |                      |
| 18                   | Luca Scinto (ITA)       |                      |

| AG2R Prévoyance A2R | AG2R Prévoyance A2R       | AG2R Prévoyance A2R |
| ------------------- | ------------------------- | ------------------- |
| Num                 | Coureur                   | Pos                 |
| 22                  | Lauri Aus (EST)           |                     |
| 23                  | Alexandre Botcharov (RUS) |                     |
| 24                  | David Delrieu (FRA)       |                     |
| 25                  | Jaan Kirsipuu (EST)       |                     |
| 26                  | Benoît Salmon (FRA)       |                     |
| 27                  | Ludovic Turpin (FRA)      |                     |
| 28                  | Laurent Estadieu (FRA)    |                     |

| ONCE-Deutsche Bank ONC | ONCE-Deutsche Bank ONC  | ONCE-Deutsche Bank ONC |
| ---------------------- | ----------------------- | ---------------------- |
| Num                    | Coureur                 | Pos                    |
| 31                     | David Cañada (ESP)      |                        |
| 32                     | Rafael Díaz Justo (ESP) |                        |
| 33                     | David Etxebarria (ESP)  |                        |
| 34                     | Laurent Jalabert (FRA)  |                        |
| 35                     | Nicolas Jalabert (FRA)  |                        |
| 37                     | Marcos Serrano (ESP)    |                        |
| 38                     | Mikel Zarrabeitia (ESP) |                        |

| Deutsche Telekom TEL | Deutsche Telekom TEL       | Deutsche Telekom TEL |
| -------------------- | -------------------------- | -------------------- |
| Num                  | Coureur                    | Pos                  |
| 41                   | Rolf Aldag (GER)           |                      |
| 42                   | Udo Bölts (GER)            |                      |
| 43                   | Alberto Elli (ITA)         |                      |
| 44                   | Gian Matteo Fagnini (ITA)  |                      |
| 45                   | Jens Heppner (GER)         |                      |
| 46                   | Alexandre Vinokourov (KAZ) |                      |
| 47                   | Steffen Wesemann (GER)     | 15e                  |
| 48                   | Erik Zabel (GER)           | 1er                  |

| Cofidis-Le Crédit par Téléphone COF | Cofidis-Le Crédit par Téléphone COF | Cofidis-Le Crédit par Téléphone COF |
| ----------------------------------- | ----------------------------------- | ----------------------------------- |
| Num                                 | Coureur                             | Pos                                 |
| 51                                  | Steve De Wolf (BEL)                 |                                     |
| 52                                  | Peter Farazijn (BEL)                |                                     |
| 53                                  | Stéphane Krafft (FRA)               |                                     |
| 54                                  | Laurent Lefèvre (FRA)               |                                     |
| 55                                  | Massimiliano Lelli (ITA)            |                                     |
| 56                                  | Roland Meier (SUI)                  |                                     |
| 57                                  | Jo Planckaert (BEL)                 |                                     |
| 58                                  | Arnaud Prétot (FRA)                 |                                     |

| Kelme-Costa Blanca KEL | Kelme-Costa Blanca KEL  | Kelme-Costa Blanca KEL |
| ---------------------- | ----------------------- | ---------------------- |
| Num                    | Coureur                 | Pos                    |
| 61                     | Fernando Escartín (ESP) |                        |
| 62                     | José Luis Rubiera (ESP) |                        |
| 63                     | José Ángel Vidal (ESP)  |                        |
| 64                     | Jesús Manzano (ESP)     |                        |
| 65                     | José Castelblanco (COL) |                        |
| 66                     | Félix Cárdenas (COL)    |                        |
| 67                     | Ángel Vicioso (ESP)     |                        |
| 68                     | Aitor González (ESP)    |                        |

| Vitalicio Seguros-Grupo Generali VIT | Vitalicio Seguros-Grupo Generali VIT | Vitalicio Seguros-Grupo Generali VIT |
| ------------------------------------ | ------------------------------------ | ------------------------------------ |
| Num                                  | Coureur                              | Pos                                  |
| 71                                   | Elio Aggiano (ITA)                   |                                      |
| 72                                   | Álvaro González de Galdeano (ESP)    |                                      |
| 74                                   | Pedro Horrillo (ESP)                 |                                      |
| 75                                   | Igor González de Galdeano (ESP)      |                                      |
| 76                                   | Juan Miguel Mercado (ESP)            |                                      |
| 77                                   | Jan Hruška (CZE)                     |                                      |
| 78                                   | Luis Pérez Rodríguez (ESP)           |                                      |

| Farm Frites FAR | Farm Frites FAR         | Farm Frites FAR |
| --------------- | ----------------------- | --------------- |
| Num             | Coureur                 | Pos             |
| 81              | Peter Van Petegem (BEL) | 7e              |
| 82              | Andreas Klier (GER)     |                 |
| 83              | Sergueï Ivanov (RUS)    |                 |
| 84              | Servais Knaven (NED)    | 20e             |
| 85              | Geert Van Bondt (BEL)   |                 |
| 86              | Miguel Van Kessel (NED) |                 |
| 87              | Michel Lafis (SWE)      |                 |
| 88              | Koos Moerenhout (NED)   |                 |

| La Française des jeux FDJ | La Française des jeux FDJ | La Française des jeux FDJ |
| ------------------------- | ------------------------- | ------------------------- |
| Num                       | Coureur                   | Pos                       |
| 91                        | Stéphane Heulot (FRA)     |                           |
| 92                        | Yvon Ledanois (FRA)       |                           |
| 93                        | Emmanuel Magnien (FRA)    |                           |
| 94                        | Christophe Mengin (FRA)   |                           |
| 95                        | Sven Montgomery (SUI)     |                           |
| 96                        | Frank Høj (DEN)           |                           |
| 97                        | Daniel Schnider (SUI)     |                           |
| 98                        | Jean-Michel Tessier (FRA) |                           |

| Fassa Bortolo FAS | Fassa Bortolo FAS         | Fassa Bortolo FAS |
| ----------------- | ------------------------- | ----------------- |
| Num               | Coureur                   | Pos               |
| 101               | Fabio Baldato (ITA)       |                   |
| 103               | Dimitri Konyshev (RUS)    |                   |
| 104               | Nicola Loda (ITA)         |                   |
| 105               | Luca Mazzanti (ITA)       |                   |
| 106               | Andrea Peron (ITA)        |                   |
| 107               | Alessandro Petacchi (ITA) |                   |
| 108               | Matteo Tosatto (ITA)      |                   |

| Lotto-Adecco LOT | Lotto-Adecco LOT           | Lotto-Adecco LOT |
| ---------------- | -------------------------- | ---------------- |
| Num              | Coureur                    | Pos              |
| 111              | Mario Aerts (BEL)          |                  |
| 112              | Koen Beeckman (BEL)        |                  |
| 113              | Thierry Marichal (BEL)     |                  |
| 114              | Andreï Tchmil (BEL)        | 11e              |
| 115              | Christophe Detilloux (BEL) |                  |
| 116              | Kurt Van de Wouwer (BEL)   |                  |
| 117              | Rik Verbrugghe (BEL)       |                  |
| 118              | Geert Verheyen (BEL)       |                  |

| Memory Card-Jack & Jones MCJ | Memory Card-Jack & Jones MCJ | Memory Card-Jack & Jones MCJ |
| ---------------------------- | ---------------------------- | ---------------------------- |
| Num                          | Coureur                      | Pos                          |
| 121                          | Tristan Hoffman (NED)        |                              |
| 122                          | Jesper Skibby (DEN)          |                              |
| 123                          | Bo Hamburger (DEN)           |                              |
| 124                          | Arvis Piziks (LAT)           |                              |
| 125                          | Martin Rittsel (SWE)         |                              |
| 126                          | Michael Blaudzun (DEN)       |                              |
| 127                          | Jakob Piil (DEN)             |                              |
| 128                          | Mikael Kyneb (DEN)           |                              |

| Vini Caldirola-Sidermec ___ | Vini Caldirola-Sidermec ___ | Vini Caldirola-Sidermec ___ |
| --------------------------- | --------------------------- | --------------------------- |
| Num                         | Coureur                     | Pos                         |
| 131                         | Francesco Casagrande (ITA)  | 10e                         |
| 132                         | Romāns Vainšteins (LAT)     | 4e                          |
| 133                         | Mauro Gianetti (SUI)        |                             |
| 134                         | Marco Milesi (ITA)          |                             |
| 135                         | Gianluca Bortolami (ITA)    |                             |
| 136                         | Filippo Casagrande (ITA)    |                             |
| 137                         | Mauro Radaelli (ITA)        |                             |
| 138                         | Massimo Apollonio (ITA)     |                             |

| Liquigas-Pata ___ | Liquigas-Pata ___        | Liquigas-Pata ___ |
| ----------------- | ------------------------ | ----------------- |
| Num               | Coureur                  | Pos               |
| 141               | Davide Rebellin (ITA)    | 12e               |
| 142               | Stefano Cattai (ITA)     |                   |
| 143               | Cristiano Frattini (ITA) |                   |
| 144               | Fabio Marchesin (ITA)    |                   |
| 145               | Cristian Moreni (ITA)    |                   |
| 146               | Giancarlo Raimondi (ITA) |                   |
| 147               | Denis Zanette (ITA)      |                   |

| Festina FES | Festina FES             | Festina FES |
| ----------- | ----------------------- | ----------- |
| Num         | Coureur                 | Pos         |
| 152         | David Clinger (USA)     |             |
| 153         | Sascha Henrix (GER)     |             |
| 154         | Fabian Jeker (SUI)      |             |
| 155         | Michel Klinger (SUI)    |             |
| 156         | Christophe Moreau (FRA) | 18e         |
| 157         | Iban Sastre (ESP)       |             |
| 158         | Marcel Wüst (GER)       |             |

| Saeco-Valli & Valli SAE | Saeco-Valli & Valli SAE  | Saeco-Valli & Valli SAE |
| ----------------------- | ------------------------ | ----------------------- |
| Num                     | Coureur                  | Pos                     |
| 161                     | Salvatore Commesso (ITA) |                         |
| 162                     | Biagio Conte (ITA)       | 19e                     |
| 163                     | Laurent Dufaux (SUI)     | 6e                      |
| 164                     | Alessio Galletti (ITA)   |                         |
| 165                     | Armin Meier (SUI)        |                         |
| 166                     | Massimiliano Mori (ITA)  |                         |
| 167                     | Dario Pieri (ITA)        |                         |
| 168                     | Igor Pugaci (MDA)        |                         |

| Lampre-Daikin LAM | Lampre-Daikin LAM        | Lampre-Daikin LAM |
| ----------------- | ------------------------ | ----------------- |
| Num               | Coureur                  | Pos               |
| 171               | Marco Pinotti (ITA)      |                   |
| 172               | Franco Ballerini (ITA)   |                   |
| 173               | Sergio Barbero (ITA)     |                   |
| 174               | Gabriele Missaglia (ITA) |                   |
| 175               | Marco Della Vedova (ITA) |                   |
| 176               | Marco Serpellini (ITA)   |                   |
| 177               | Zbigniew Spruch (POL)    | 8e                |
| 178               | Robert Hunter (RSA)      |                   |

| Mercatone Uno-Albacom ___ | Mercatone Uno-Albacom ___ | Mercatone Uno-Albacom ___ |
| ------------------------- | ------------------------- | ------------------------- |
| Num                       | Coureur                   | Pos                       |
| 181                       | Marco Velo (ITA)          | 16e                       |
| 183                       | Fabiano Fontanelli (ITA)  |                           |
| 184                       | Marco Artunghi (ITA)      |                           |
| 185                       | Massimo Cigana (ITA)      |                           |
| 186                       | Maurizio Caravaggio (ITA) |                           |
| 188                       | Igor Astarloa (ESP)       |                           |

| US Postal Service USP | US Postal Service USP       | US Postal Service USP |
| --------------------- | --------------------------- | --------------------- |
| Num                   | Coureur                     | Pos                   |
| 191                   | Lance Armstrong (USA)       |                       |
| 192                   | Dylan Casey (USA)           |                       |
| 193                   | Viatcheslav Ekimov (RUS)    |                       |
| 194                   | Tyler Hamilton (USA)        |                       |
| 195                   | George Hincapie (USA)       |                       |
| 196                   | Benoît Joachim (LUX)        |                       |
| 197                   | Patrick Jonker (AUS)        | 13e                   |
| 198                   | Christian Vande Velde (USA) |                       |

| Polti PLT | Polti PLT               | Polti PLT |
| --------- | ----------------------- | --------- |
| Num       | Coureur                 | Pos       |
| 201       | Pascal Hervé (FRA)      |           |
| 202       | Eddy Mazzoleni (ITA)    |           |
| 203       | Rossano Brasi (ITA)     |           |
| 204       | Fabio Sacchi (ITA)      |           |
| 205       | Enrico Cassani (ITA)    |           |
| 206       | Jeroen Blijlevens (NED) |           |
| 207       | Bart Voskamp (NED)      |           |
| 208       | Richard Virenque (FRA)  |           |

| Amica Chips-Tacconi Sport ___ | Amica Chips-Tacconi Sport ___ | Amica Chips-Tacconi Sport ___ |
| ----------------------------- | ----------------------------- | ----------------------------- |
| Num                           | Coureur                       | Pos                           |
| 211                           | Ivan Basso (ITA)              |                               |
| 212                           | Pietro Caucchioli (ITA)       |                               |
| 213                           | Diego Ferrari (ITA)           |                               |
| 214                           | Mauro Gerosa (ITA)            |                               |
| 215                           | Giuseppe Palumbo (ITA)        |                               |
| 216                           | Alain Turicchia (ITA)         |                               |
| 217                           | Kurt Asle Arvesen (NOR)       |                               |
| 218                           | Oscar Pozzi (ITA)             |                               |

| Palmans-Ideal ___ | Palmans-Ideal ___          | Palmans-Ideal ___ |
| ----------------- | -------------------------- | ----------------- |
| Num               | Coureur                    | Pos               |
| 221               | Dave Bruylandts (BEL)      |                   |
| 222               | Scott Sunderland (AUS)     |                   |
| 223               | Jurgen Van de Walle (BEL)  |                   |
| 224               | Hans De Clercq (BEL)       |                   |
| 225               | Hendrik Van Dijck (BEL)    | 5e                |
| 226               | Karl Pauwels (BEL)         |                   |
| 227               | Wim Feys (BEL)             |                   |
| 228               | Raimondas Vilčinskas (LTU) |                   |

| Batavus-Bankgiroloterij ___ | Batavus-Bankgiroloterij ___ | Batavus-Bankgiroloterij ___ |
| --------------------------- | --------------------------- | --------------------------- |
| Num                         | Coureur                     | Pos                         |
| 231                         | Kees Jeurissen (NED)        |                             |
| 232                         | Rudie Kemna (NED)           |                             |
| 233                         | Wim van de Meulenhof (NED)  |                             |
| 234                         | Wim Omloop (BEL)            |                             |
| 235                         | Rik Reinerink (NED)         |                             |
| 236                         | Paul van Schalen (NED)      |                             |
| 237                         | Jan van Velzen (NED)        |                             |
| 238                         | Renger Ypenburg (NED)       |                             |

| Team Cologne TCL | Team Cologne TCL        | Team Cologne TCL |
| ---------------- | ----------------------- | ---------------- |
| Num              | Coureur                 | Pos              |
| 241              | Raymond Meijs (NED)     |                  |
| 242              | Michael Schlickau (GER) |                  |
| 243              | Bert Hiemstra (NED)     |                  |
| 244              | Bert Grabsch (GER)      |                  |
| 245              | Søren Petersen (DEN)    |                  |
| 246              | Martin Müller (GER)     |                  |
| 247              | Jos Lucassen (NED)      |                  |
| 248              | Tiaan Kannemeyer (RSA)  |                  |

| Rabobank RAB | Rabobank RAB             | Rabobank RAB |
| ------------ | ------------------------ | ------------ |
| Num          | Coureur                  | Pos          |
| 1            | Michael Boogerd (NED)    | 2e           |
| 2            | Jan Boven (NED)          |              |
| 3            | Maarten den Bakker (NED) |              |
| 4            | Marc Lotz (NED)          |              |
| 5            | Rolf Sørensen (DEN)      |              |
| 6            | Léon van Bon (NED)       |              |
| 7            | Marc Wauters (BEL)       |              |
| 8            | Markus Zberg (SUI)       | 3e           |

| Mapei-Quick Step MAP | Mapei-Quick Step MAP    | Mapei-Quick Step MAP |
| -------------------- | ----------------------- | -------------------- |
| Num                  | Coureur                 | Pos                  |
| 11                   | Wilfried Peeters (BEL)  |                      |
| 12                   | Paolo Bettini (ITA)     | 14e                  |
| 13                   | Johan Museeuw (BEL)     |                      |
| 14                   | Giuliano Figueras (ITA) |                      |
| 15                   | Óscar Freire (ESP)      | 9e                   |
| 16                   | Andrea Tafi (ITA)       |                      |
| 17                   | Max van Heeswijk (NED)  |                      |
| 18                   | Luca Scinto (ITA)       |                      |

| AG2R Prévoyance A2R | AG2R Prévoyance A2R       | AG2R Prévoyance A2R |
| ------------------- | ------------------------- | ------------------- |
| Num                 | Coureur                   | Pos                 |
| 22                  | Lauri Aus (EST)           |                     |
| 23                  | Alexandre Botcharov (RUS) |                     |
| 24                  | David Delrieu (FRA)       |                     |
| 25                  | Jaan Kirsipuu (EST)       |                     |
| 26                  | Benoît Salmon (FRA)       |                     |
| 27                  | Ludovic Turpin (FRA)      |                     |
| 28                  | Laurent Estadieu (FRA)    |                     |

| ONCE-Deutsche Bank ONC | ONCE-Deutsche Bank ONC  | ONCE-Deutsche Bank ONC |
| ---------------------- | ----------------------- | ---------------------- |
| Num                    | Coureur                 | Pos                    |
| 31                     | David Cañada (ESP)      |                        |
| 32                     | Rafael Díaz Justo (ESP) |                        |
| 33                     | David Etxebarria (ESP)  |                        |
| 34                     | Laurent Jalabert (FRA)  |                        |
| 35                     | Nicolas Jalabert (FRA)  |                        |
| 37                     | Marcos Serrano (ESP)    |                        |
| 38                     | Mikel Zarrabeitia (ESP) |                        |

| Deutsche Telekom TEL | Deutsche Telekom TEL       | Deutsche Telekom TEL |
| -------------------- | -------------------------- | -------------------- |
| Num                  | Coureur                    | Pos                  |
| 41                   | Rolf Aldag (GER)           |                      |
| 42                   | Udo Bölts (GER)            |                      |
| 43                   | Alberto Elli (ITA)         |                      |
| 44                   | Gian Matteo Fagnini (ITA)  |                      |
| 45                   | Jens Heppner (GER)         |                      |
| 46                   | Alexandre Vinokourov (KAZ) |                      |
| 47                   | Steffen Wesemann (GER)     | 15e                  |
| 48                   | Erik Zabel (GER)           | 1er                  |

| Cofidis-Le Crédit par Téléphone COF | Cofidis-Le Crédit par Téléphone COF | Cofidis-Le Crédit par Téléphone COF |
| ----------------------------------- | ----------------------------------- | ----------------------------------- |
| Num                                 | Coureur                             | Pos                                 |
| 51                                  | Steve De Wolf (BEL)                 |                                     |
| 52                                  | Peter Farazijn (BEL)                |                                     |
| 53                                  | Stéphane Krafft (FRA)               |                                     |
| 54                                  | Laurent Lefèvre (FRA)               |                                     |
| 55                                  | Massimiliano Lelli (ITA)            |                                     |
| 56                                  | Roland Meier (SUI)                  |                                     |
| 57                                  | Jo Planckaert (BEL)                 |                                     |
| 58                                  | Arnaud Prétot (FRA)                 |                                     |

| Kelme-Costa Blanca KEL | Kelme-Costa Blanca KEL  | Kelme-Costa Blanca KEL |
| ---------------------- | ----------------------- | ---------------------- |
| Num                    | Coureur                 | Pos                    |
| 61                     | Fernando Escartín (ESP) |                        |
| 62                     | José Luis Rubiera (ESP) |                        |
| 63                     | José Ángel Vidal (ESP)  |                        |
| 64                     | Jesús Manzano (ESP)     |                        |
| 65                     | José Castelblanco (COL) |                        |
| 66                     | Félix Cárdenas (COL)    |                        |
| 67                     | Ángel Vicioso (ESP)     |                        |
| 68                     | Aitor González (ESP)    |                        |

| Vitalicio Seguros-Grupo Generali VIT | Vitalicio Seguros-Grupo Generali VIT | Vitalicio Seguros-Grupo Generali VIT |
| ------------------------------------ | ------------------------------------ | ------------------------------------ |
| Num                                  | Coureur                              | Pos                                  |
| 71                                   | Elio Aggiano (ITA)                   |                                      |
| 72                                   | Álvaro González de Galdeano (ESP)    |                                      |
| 74                                   | Pedro Horrillo (ESP)                 |                                      |
| 75                                   | Igor González de Galdeano (ESP)      |                                      |
| 76                                   | Juan Miguel Mercado (ESP)            |                                      |
| 77                                   | Jan Hruška (CZE)                     |                                      |
| 78                                   | Luis Pérez Rodríguez (ESP)           |                                      |

| Farm Frites FAR | Farm Frites FAR         | Farm Frites FAR |
| --------------- | ----------------------- | --------------- |
| Num             | Coureur                 | Pos             |
| 81              | Peter Van Petegem (BEL) | 7e              |
| 82              | Andreas Klier (GER)     |                 |
| 83              | Sergueï Ivanov (RUS)    |                 |
| 84              | Servais Knaven (NED)    | 20e             |
| 85              | Geert Van Bondt (BEL)   |                 |
| 86              | Miguel Van Kessel (NED) |                 |
| 87              | Michel Lafis (SWE)      |                 |
| 88              | Koos Moerenhout (NED)   |                 |

| La Française des jeux FDJ | La Française des jeux FDJ | La Française des jeux FDJ |
| ------------------------- | ------------------------- | ------------------------- |
| Num                       | Coureur                   | Pos                       |
| 91                        | Stéphane Heulot (FRA)     |                           |
| 92                        | Yvon Ledanois (FRA)       |                           |
| 93                        | Emmanuel Magnien (FRA)    |                           |
| 94                        | Christophe Mengin (FRA)   |                           |
| 95                        | Sven Montgomery (SUI)     |                           |
| 96                        | Frank Høj (DEN)           |                           |
| 97                        | Daniel Schnider (SUI)     |                           |
| 98                        | Jean-Michel Tessier (FRA) |                           |

| Fassa Bortolo FAS | Fassa Bortolo FAS         | Fassa Bortolo FAS |
| ----------------- | ------------------------- | ----------------- |
| Num               | Coureur                   | Pos               |
| 101               | Fabio Baldato (ITA)       |                   |
| 103               | Dimitri Konyshev (RUS)    |                   |
| 104               | Nicola Loda (ITA)         |                   |
| 105               | Luca Mazzanti (ITA)       |                   |
| 106               | Andrea Peron (ITA)        |                   |
| 107               | Alessandro Petacchi (ITA) |                   |
| 108               | Matteo Tosatto (ITA)      |                   |

| Lotto-Adecco LOT | Lotto-Adecco LOT           | Lotto-Adecco LOT |
| ---------------- | -------------------------- | ---------------- |
| Num              | Coureur                    | Pos              |
| 111              | Mario Aerts (BEL)          |                  |
| 112              | Koen Beeckman (BEL)        |                  |
| 113              | Thierry Marichal (BEL)     |                  |
| 114              | Andreï Tchmil (BEL)        | 11e              |
| 115              | Christophe Detilloux (BEL) |                  |
| 116              | Kurt Van de Wouwer (BEL)   |                  |
| 117              | Rik Verbrugghe (BEL)       |                  |
| 118              | Geert Verheyen (BEL)       |                  |

| Memory Card-Jack & Jones MCJ | Memory Card-Jack & Jones MCJ | Memory Card-Jack & Jones MCJ |
| ---------------------------- | ---------------------------- | ---------------------------- |
| Num                          | Coureur                      | Pos                          |
| 121                          | Tristan Hoffman (NED)        |                              |
| 122                          | Jesper Skibby (DEN)          |                              |
| 123                          | Bo Hamburger (DEN)           |                              |
| 124                          | Arvis Piziks (LAT)           |                              |
| 125                          | Martin Rittsel (SWE)         |                              |
| 126                          | Michael Blaudzun (DEN)       |                              |
| 127                          | Jakob Piil (DEN)             |                              |
| 128                          | Mikael Kyneb (DEN)           |                              |

| Vini Caldirola-Sidermec ___ | Vini Caldirola-Sidermec ___ | Vini Caldirola-Sidermec ___ |
| --------------------------- | --------------------------- | --------------------------- |
| Num                         | Coureur                     | Pos                         |
| 131                         | Francesco Casagrande (ITA)  | 10e                         |
| 132                         | Romāns Vainšteins (LAT)     | 4e                          |
| 133                         | Mauro Gianetti (SUI)        |                             |
| 134                         | Marco Milesi (ITA)          |                             |
| 135                         | Gianluca Bortolami (ITA)    |                             |
| 136                         | Filippo Casagrande (ITA)    |                             |
| 137                         | Mauro Radaelli (ITA)        |                             |
| 138                         | Massimo Apollonio (ITA)     |                             |

| Liquigas-Pata ___ | Liquigas-Pata ___        | Liquigas-Pata ___ |
| ----------------- | ------------------------ | ----------------- |
| Num               | Coureur                  | Pos               |
| 141               | Davide Rebellin (ITA)    | 12e               |
| 142               | Stefano Cattai (ITA)     |                   |
| 143               | Cristiano Frattini (ITA) |                   |
| 144               | Fabio Marchesin (ITA)    |                   |
| 145               | Cristian Moreni (ITA)    |                   |
| 146               | Giancarlo Raimondi (ITA) |                   |
| 147               | Denis Zanette (ITA)      |                   |

| Festina FES | Festina FES             | Festina FES |
| ----------- | ----------------------- | ----------- |
| Num         | Coureur                 | Pos         |
| 152         | David Clinger (USA)     |             |
| 153         | Sascha Henrix (GER)     |             |
| 154         | Fabian Jeker (SUI)      |             |
| 155         | Michel Klinger (SUI)    |             |
| 156         | Christophe Moreau (FRA) | 18e         |
| 157         | Iban Sastre (ESP)       |             |
| 158         | Marcel Wüst (GER)       |             |

| Saeco-Valli & Valli SAE | Saeco-Valli & Valli SAE  | Saeco-Valli & Valli SAE |
| ----------------------- | ------------------------ | ----------------------- |
| Num                     | Coureur                  | Pos                     |
| 161                     | Salvatore Commesso (ITA) |                         |
| 162                     | Biagio Conte (ITA)       | 19e                     |
| 163                     | Laurent Dufaux (SUI)     | 6e                      |
| 164                     | Alessio Galletti (ITA)   |                         |
| 165                     | Armin Meier (SUI)        |                         |
| 166                     | Massimiliano Mori (ITA)  |                         |
| 167                     | Dario Pieri (ITA)        |                         |
| 168                     | Igor Pugaci (MDA)        |                         |

| Lampre-Daikin LAM | Lampre-Daikin LAM        | Lampre-Daikin LAM |
| ----------------- | ------------------------ | ----------------- |
| Num               | Coureur                  | Pos               |
| 171               | Marco Pinotti (ITA)      |                   |
| 172               | Franco Ballerini (ITA)   |                   |
| 173               | Sergio Barbero (ITA)     |                   |
| 174               | Gabriele Missaglia (ITA) |                   |
| 175               | Marco Della Vedova (ITA) |                   |
| 176               | Marco Serpellini (ITA)   |                   |
| 177               | Zbigniew Spruch (POL)    | 8e                |
| 178               | Robert Hunter (RSA)      |                   |

| Mercatone Uno-Albacom ___ | Mercatone Uno-Albacom ___ | Mercatone Uno-Albacom ___ |
| ------------------------- | ------------------------- | ------------------------- |
| Num                       | Coureur                   | Pos                       |
| 181                       | Marco Velo (ITA)          | 16e                       |
| 183                       | Fabiano Fontanelli (ITA)  |                           |
| 184                       | Marco Artunghi (ITA)      |                           |
| 185                       | Massimo Cigana (ITA)      |                           |
| 186                       | Maurizio Caravaggio (ITA) |                           |
| 188                       | Igor Astarloa (ESP)       |                           |

| US Postal Service USP | US Postal Service USP       | US Postal Service USP |
| --------------------- | --------------------------- | --------------------- |
| Num                   | Coureur                     | Pos                   |
| 191                   | Lance Armstrong (USA)       |                       |
| 192                   | Dylan Casey (USA)           |                       |
| 193                   | Viatcheslav Ekimov (RUS)    |                       |
| 194                   | Tyler Hamilton (USA)        |                       |
| 195                   | George Hincapie (USA)       |                       |
| 196                   | Benoît Joachim (LUX)        |                       |
| 197                   | Patrick Jonker (AUS)        | 13e                   |
| 198                   | Christian Vande Velde (USA) |                       |

| Polti PLT | Polti PLT               | Polti PLT |
| --------- | ----------------------- | --------- |
| Num       | Coureur                 | Pos       |
| 201       | Pascal Hervé (FRA)      |           |
| 202       | Eddy Mazzoleni (ITA)    |           |
| 203       | Rossano Brasi (ITA)     |           |
| 204       | Fabio Sacchi (ITA)      |           |
| 205       | Enrico Cassani (ITA)    |           |
| 206       | Jeroen Blijlevens (NED) |           |
| 207       | Bart Voskamp (NED)      |           |
| 208       | Richard Virenque (FRA)  |           |

| Amica Chips-Tacconi Sport ___ | Amica Chips-Tacconi Sport ___ | Amica Chips-Tacconi Sport ___ |
| ----------------------------- | ----------------------------- | ----------------------------- |
| Num                           | Coureur                       | Pos                           |
| 211                           | Ivan Basso (ITA)              |                               |
| 212                           | Pietro Caucchioli (ITA)       |                               |
| 213                           | Diego Ferrari (ITA)           |                               |
| 214                           | Mauro Gerosa (ITA)            |                               |
| 215                           | Giuseppe Palumbo (ITA)        |                               |
| 216                           | Alain Turicchia (ITA)         |                               |
| 217                           | Kurt Asle Arvesen (NOR)       |                               |
| 218                           | Oscar Pozzi (ITA)             |                               |

| Palmans-Ideal ___ | Palmans-Ideal ___          | Palmans-Ideal ___ |
| ----------------- | -------------------------- | ----------------- |
| Num               | Coureur                    | Pos               |
| 221               | Dave Bruylandts (BEL)      |                   |
| 222               | Scott Sunderland (AUS)     |                   |
| 223               | Jurgen Van de Walle (BEL)  |                   |
| 224               | Hans De Clercq (BEL)       |                   |
| 225               | Hendrik Van Dijck (BEL)    | 5e                |
| 226               | Karl Pauwels (BEL)         |                   |
| 227               | Wim Feys (BEL)             |                   |
| 228               | Raimondas Vilčinskas (LTU) |                   |

| Batavus-Bankgiroloterij ___ | Batavus-Bankgiroloterij ___ | Batavus-Bankgiroloterij ___ |
| --------------------------- | --------------------------- | --------------------------- |
| Num                         | Coureur                     | Pos                         |
| 231                         | Kees Jeurissen (NED)        |                             |
| 232                         | Rudie Kemna (NED)           |                             |
| 233                         | Wim van de Meulenhof (NED)  |                             |
| 234                         | Wim Omloop (BEL)            |                             |
| 235                         | Rik Reinerink (NED)         |                             |
| 236                         | Paul van Schalen (NED)      |                             |
| 237                         | Jan van Velzen (NED)        |                             |
| 238                         | Renger Ypenburg (NED)       |                             |

| Team Cologne TCL | Team Cologne TCL        | Team Cologne TCL |
| ---------------- | ----------------------- | ---------------- |
| Num              | Coureur                 | Pos              |
| 241              | Raymond Meijs (NED)     |                  |
| 242              | Michael Schlickau (GER) |                  |
| 243              | Bert Hiemstra (NED)     |                  |
| 244              | Bert Grabsch (GER)      |                  |
| 245              | Søren Petersen (DEN)    |                  |
| 246              | Martin Müller (GER)     |                  |
| 247              | Jos Lucassen (NED)      |                  |
| 248              | Tiaan Kannemeyer (RSA)  |                  |